# サネット
サネット（Thanet）は、イギリス・ケント州の非都市ディストリクト（Non-metropolitan district）で、人口は約125000人。主要な町はマーゲイト、ラムズゲート、ブロードステアズであり、さらにエイコル、クリフセンド、サー、セント・ニコラス＝アット＝ウェード、バーチントン＝オン＝シー、マンクトン、マンストン、ミンスター＝イン＝サネットといった村々がある。
過去はサネット島（Isle of Thanet）という島であった。イギリス本土の境は、ローマ時代には船も行き来していたウォンツァム海峡（WantsumまたはWansum）であった。沈泥によって海峡が徐々に塞がり、ウォンツァム川とスタワー川／ストゥアー川（Stour：現地でも2つの発音がる）になった。キョウジョシギ、ハジロコチドリ、ヨーロッパムナグロ、ダイゼン、ミユビシギなどの生息地と繁殖地であるサネットとサンドイッチ一帯の岩石海岸、河口、砂丘、海岸草原、塩性湿地、沼地などは1994年にラムサール条約登録地となった。
国内の人気保養地であったサネットは、1960年代頃からスペインへの格安航空券の普及と共に観光客が減少し経済は衰えた。現在も高い失業率に悩む援助区域となっているが、最近は芸術で立ち直ろうと、昔の訪問客であったターナーに因んだ美術館などにお金を注ぎ込んでいる。